# Big Sur

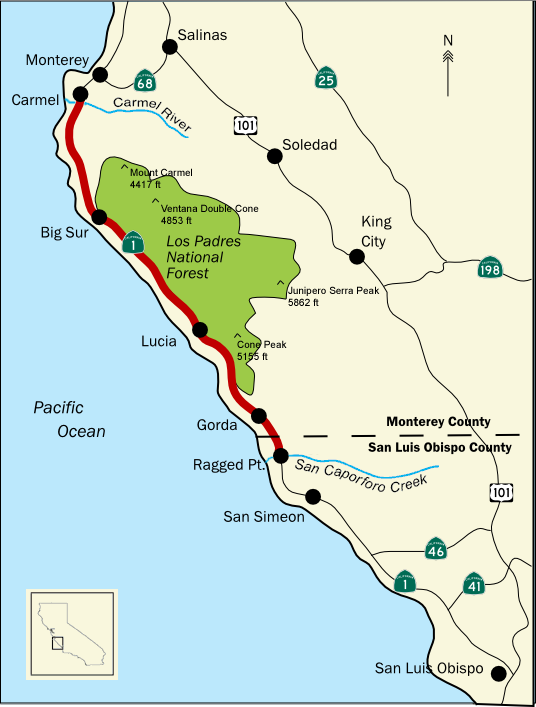
Big Sur und weitere Städte an der kalifornischen Küstenlinie

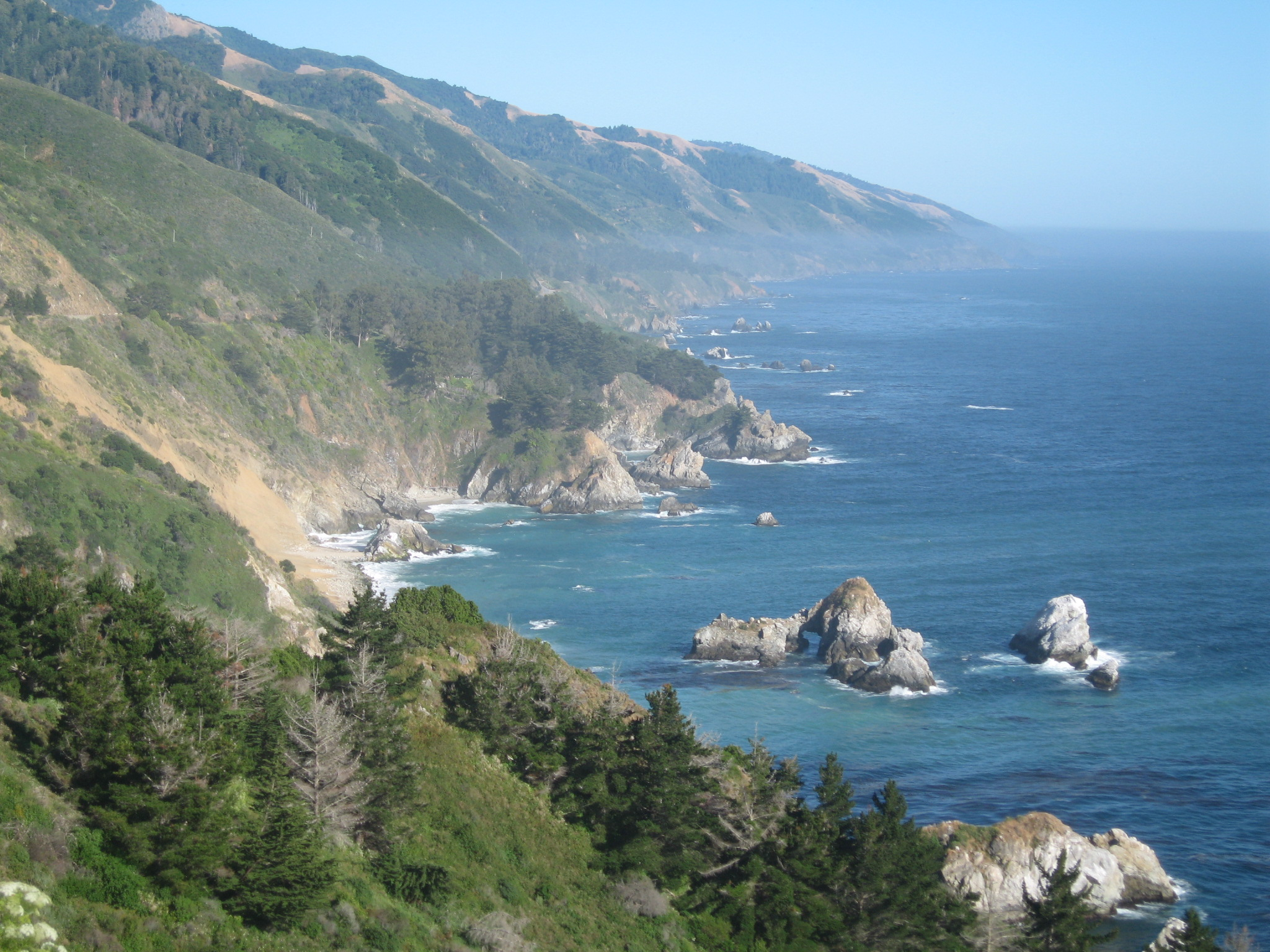
McWay Rocks und der Strand von McWay Cove

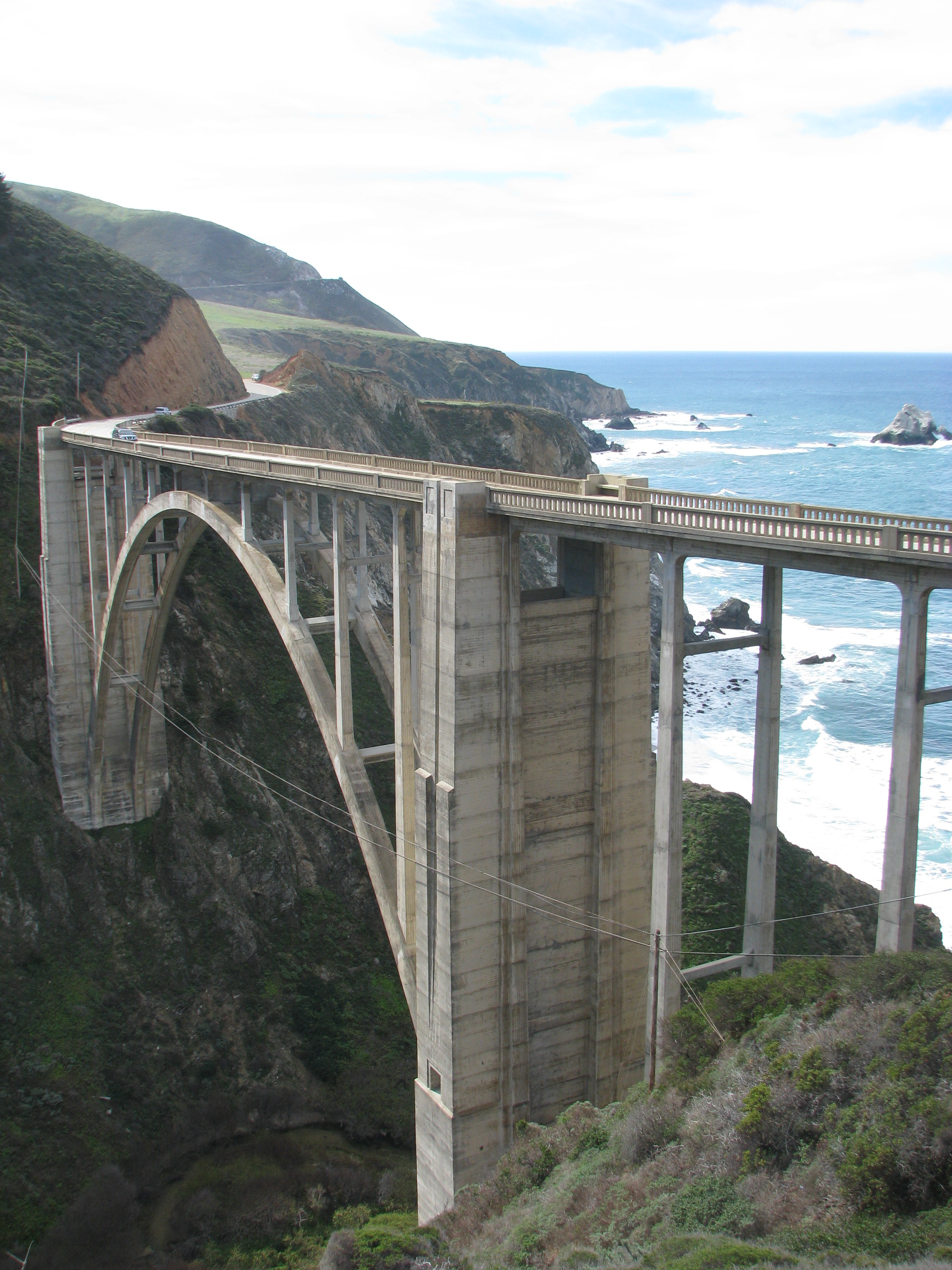
Bixby Creek Bridge des Highway 1

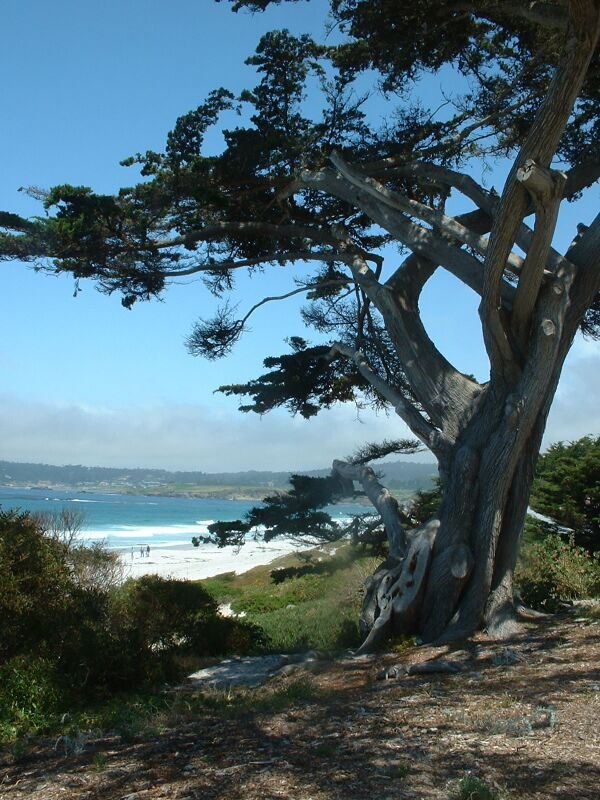
Die Pazifikküste bei Carmel-by-the-Sea

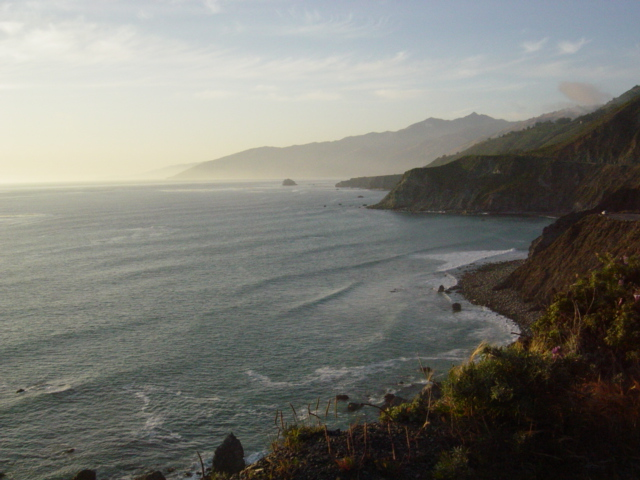
Küste von Big Sur bei Dämmerung

Big Sur [bɪg ˈsɝ] ist ein Küstenstreifen im US-Bundesstaat Kalifornien zwischen Carmel-by-the-Sea im Norden und San Simeon im Süden. Das Gebiet umfasst etwa 150 Kilometer der kalifornischen Küste und die dahinter steil aufragenden Berge der Santa Lucia Range. Da es sich nicht um eine offizielle Verwaltungseinheit handelt, sind die Grenzen nicht einheitlich definiert.

## Übersicht
Der Name Big Sur ist zusammengesetzt aus dem englischen Wort big („groß“) und dem spanischen Wort sur („Süden“), bedeutet also „Großer Süden“ und stammt aus der Zeit, als die Region noch die spanische Kolonie Alta California war. Das Gebiet südlich der damaligen Hauptstadt Monterey wurde el país grande del sur („Das große Land des Südens“) genannt, verkürzt el sur grande. In spanischer Zeit und auch noch unter mexikanischer Verwaltung war das Gebiet nahezu unerschlossen, El Camino Real – die königliche Straße – verlief zwischen Monterey und San Luis Obispo abseits der Küste im Tal des Salinas River.
Die schroffe Felsküste, die hohen Berge – der Cone Peak ist mit 1571 Meter der höchste Gipfel in der Kette der Küstengebirge in ganz Kalifornien – und die geringe Siedlungsdichte vermitteln den Eindruck unberührter Natur, der Touristen anzieht und viele Prominente, insbesondere Schauspieler motivierte, sich im Gebiet niederzulassen. Der Abschnitt von Big Sur ist der klassische Teil des kalifornischen Küstenhighways No. 1 mit der Bixby Creek Bridge. Die Straße wurde während der Great Depression im Rahmen des New Deal gebaut und 1937 fertiggestellt. Sie erschloss das Gebiet erstmals. Die County-Verwaltung erließ schon in den 1960er Jahren Baunutzungsverordnungen, nach denen keine Gebäude errichtet werden dürfen, die von der Straße aus sichtbar sind. Damit wird der Eindruck der Unberührtheit gestärkt.
Teils wochenlange Waldbrände und Erdrutsche erfordern immer wieder Evakuierungen und erzwingen die Sperrung einzelner Abschnitte des Highways No. 1.

## Flora und Fauna
Neben der faszinierenden Landschaft bietet Big Sur auch eine abwechslungsreiche Fauna wie etwa die Kalifornischen Seelöwen, Seeotter oder die Grauwale, die Touristen aus aller Welt anlocken. Die Berge sind überwiegend bewaldet und gehören zum Los Padres National Forest, einem National Forest. In ihnen liegt die Ventana Wilderness, ein Naturschutzgebiet vom Typ einer Wilderness Area, der strengsten Klasse von Schutzgebieten in den Vereinigten Staaten. Im National Forest werden seit 1997 Kalifornienkondore ausgewildert. Die Art war in den 1980er Jahren in freier Wildbahn ausgestorben und ist Gegenstand des größten Erhaltungszucht-Programms der Vereinigten Staaten. Die kleine Population von Big Sur hat seit etwa 2006 Kontakt zu den Tieren, die im Pinnacles-Nationalpark 50 Kilometer östlich ausgewildert werden. In der Ventana Wilderness gab es auch die erste erfolgreiche Brut freilebender Kalifornienkondore des Programms.
An der Big-Sur-Küste liegt eine Kette von kalifornischen State Parks, zumeist an Buchten mit Sandstränden, wie der Julia Pfeiffer Burns State Park oder der Pfeiffer Big Sur State Park. Im Norden nahe Carmel liegt die Point Lobos State Natural Reserve, ein schroffer Küstenabschnitt, der für seine Seeotter berühmt ist.

## Besiedlung und Sehenswürdigkeiten
Weil Big Sur keine offizielle Gebietsbezeichnung ist, können Bevölkerungsdaten nur über die ZIP Code Tabulation Area abgeleitet werden. Demnach lebten im Jahr 2000 nur 996 Menschen im Big-Sur-Gebiet; bis 2010 wuchs die Bevölkerung auf 1369 und bis 2020 auf 1474. Seit den 1960er-Jahren befindet sich das Esalen-Institut in Big Sur. Am südlichen Ende des Big-Sur-Gebiets bei San Simeon liegt Hearst Castle, das luxuriöse Anwesen des exzentrischen Zeitungsverlegers William Randolph Hearst.

## Big Sur im Film
Das Gebiet wurde mehrfach als Drehort für Kino- und Fernsehfilme genutzt. Zu den bekanntesten gehören
- Heimweh, der erste Lassie-Film (1943),
- Der Besessene mit Marlon Brando (1961),
- … die alles begehren mit Elizabeth Taylor und Richard Burton (1965),
- Sadistico mit Clint Eastwood (1971),
- Zandys Braut mit Gene Hackman und Liv Ullmann (1974),
- Basic Instinct mit Sharon Stone (1992),
- Big Little Lies  mit Reese Witherspoon und Nicole Kidman (2017–2019), Fernsehserie

## Persönlichkeiten des Ortes
- Jaime de Angulo (1887–1950), Linguist, Ethnologe und Ethnomusikologe.
- Bill Frisell (* 1951), Gitarrist, residierte im April und September 2012 auf der Glen Deven Ranch in Big Sur und komponierte dort die Musik seines gleichnamigen Albums.
- Peter Ind (1928–2021), Jazzmusiker, lebte zwischen 1963 und 1965 in Big Sur.
- Alan Jardine (* 1942), Musiker der Beach Boys, lebt seit den 1970er-Jahren auf einer Farm in Big Sur.
- Robinson Jeffers (1887–1962), Lyriker, Dramatiker und Naturphilosoph, verfasste zahlreiche Gedichte über die Region.
- Jack Kerouac (1922–1969), Schriftsteller, verbrachte den Sommer 1960 in Big Sur. Daraufhin verfasste er seinen gleichnamigen Roman.
- Henry Miller (1891–1980), Schriftsteller und Maler, lebte von 1944 bis 1962 in Big Sur. 1957 erschien Big Sur and the Oranges of Hieronymus Bosch, ein autobiografisches Essay über seinen dortigen Aufenthalt als Aussteiger aus der Zivilisation.
- Michael Murphy (* 1930), 1962 Mitbegründer des in Big Sur angesiedelten Esalen-Instituts.
- Linus Carl Pauling (1901–1994), Chemie- und Friedensnobelpreisträger, lebte hier auf seiner Farm und starb dort im Alter von 93 Jahren.
- Julia Pfeiffer Burns (1868–1928), Begründerin des Julia Pfeiffer Burns State Park.
- Dick Price (1930–1985), Psychologe, gründete 1962 mit Michael Murphy das Esalen-Institut.
- Lillian Bos Ross (1898–1960), Schriftstellerin, lebte ab 1940 in Big Sur.

## Filmdokumentation
- Big Sur – Die wilde Küste Kaliforniens (Originaltitel: The Living Edens. Big Sur – California’s Wild Coast). Dokumentation von Bruce Reitherman, USA 2001, 45 Minuten.